# Bentretea
Bentretea es una localidad situada en la provincia de Burgos, comunidad autónoma de Castilla y León (España), comarca de La Bureba, partido judicial de Briviesca, ayuntamiento de Oña.

## Geografía
En el valle de las Caderechas bañada por el río Caderechano, afluente por la izquierda del río Oca en Terminón.

## Toponimia
Bentretea proviene de Bienffetrya, institución que en Castilla se llamaba behetría o benefactoría, por la cual un individuo o una colectividad se entregaban a la protección o patrocinio de un señor.

## Historia
Villa perteneciente a la cuadrilla de Caderechas en la Merindad de Bureba, perteneciente al partido de Bureba, con jurisdicción de realengo y alcalde ordinario.
A la caída del Antiguo Régimen queda constituida como ayuntamiento constitucional del mismo nombre en el partido Briviesca, región de Castilla la Vieja que en el censo de 1842 contaba con 72 hogares y 30 vecinos.

### Descripción en el Diccionario Madoz
Así se describe a Bentretea en el tomo I del Diccionario geográfico-estadístico-histórico de España y sus posesiones de Ultramar, obra impulsada por Pascual Madoz a mediados del siglo XIX:

BENTRETEA: villa con ayuntamiento en la provincia, audiencia territorial, diócesis y capitanía general de Burgos (8 leguas), partido judicial de Briviesca (4) y administración de rentas de Poza; Situada en una hondonada en medio de un valle a la margen derecha del río Caderechano, cerca de Terminón; la combaten todos los vientos y su clima es sano; se compone de 43 casas de un solo piso, poco cómodas pero sólidamente construidas, formando varias calles sucias y sin empedrar; hay casa de ayuntamiento; una iglesia parroquial bajo la advocación de San Martín, servida por un cura párroco y un sacristán, y una ermita con el título de Nuestra Señora del Carmen. Confina el término por N Cantabrana; E Tamayo; S Terminón, y O Quintanaopio, extendiéndose por el segundo y último ½ legua, por el primero ¼ y por el tercero medio; en él se encuentra la sierra llamada de Pedroso y un montecito de pinos muy pequeños, en el que tiene parte la villa de Terminón. El terreno es montuoso y pedregoso, sin tener más tierra de cultivo que la del valle en que está situado; le riega el río a cuya margen derecha se encuentra la villa, el cual se forma del que viene de Aguas Cándidas, Río Quintanilla, Quintanaopio y algunas aguas de Rucandio. Los caminos, de herradura, se hallan en regular estado. Producciones: trigo, maíz, legumbres, vino, manzanas, melocotones y cerezas; algún ganado lanar y cabrío; la mayor parte de sus habitantes está dedicados a la arriería. Población: 30 vecinos, 72 almas. Capital productivo: 399.100 reales. Imponible: 34.365. Contribución: 3.432 reales, 1 maravedí.
Diccionario geográfico-estadístico-histórico de España y sus posesiones de Ultramar

## Demografía
| Gráfica de evolución demográfica de Bentretea entre 1842 y 1970 |
| |
| Población de derecho según los censos de población del INE Población de hecho según los censos de población del INEEntre el censo de 1981 y el anterior, este municipio desaparece porque se integra en el municipio Oña. |

| 1920 | 1930 | 1940 | 1950 | 1960 | 1970 | 2001 | 2011 | 2020 |
| ---- | ---- | ---- | ---- | ---- | ---- | ---- | ---- | ---- |
| 123  | 109  | 118  | 80   | 57   | 46   | 13   | 5    | 1    |

## Comunicaciones
En la carretera local BU-V-5024 entre Terminón a levante y Cantabrana a poniente.

## Parroquia
Iglesia católica de San Martín Obispo, dependiente de la parroquia de Madrid de Caderechas en el Arcipestrazgo de Oca-Tirón, diócesis de Burgos

## Lugares de interés
- Cueva San Patricio.